# Молодечанський повіт
Молодечанський повіт (біл. тарашк. Маладэчанскі павет, пол. Powiat mołodeczański) — історична адміністративно-територіальна одиниця Беларусі у 1927-40 роках із центром у місті Молодечно.

## Історичні відомості
Утворений 1 квітня 1927 року у складі Віленського воєводства Польської Республіки.
З 4 грудня 1939 року — у складі Віленської області БРСР.
16 січня 1940 року ліквідовано.

## Склад
Поділявся на 8 ґмін: Городоцьку, Красненську, Лебедєвську, Молодечанську, Радошковицьку (відійшли із Вілейського повіту), Беницьку (з Ошмянського), Полочанську (з Воложинського), Раковську (зі Столбецького). 